# Serpentinito

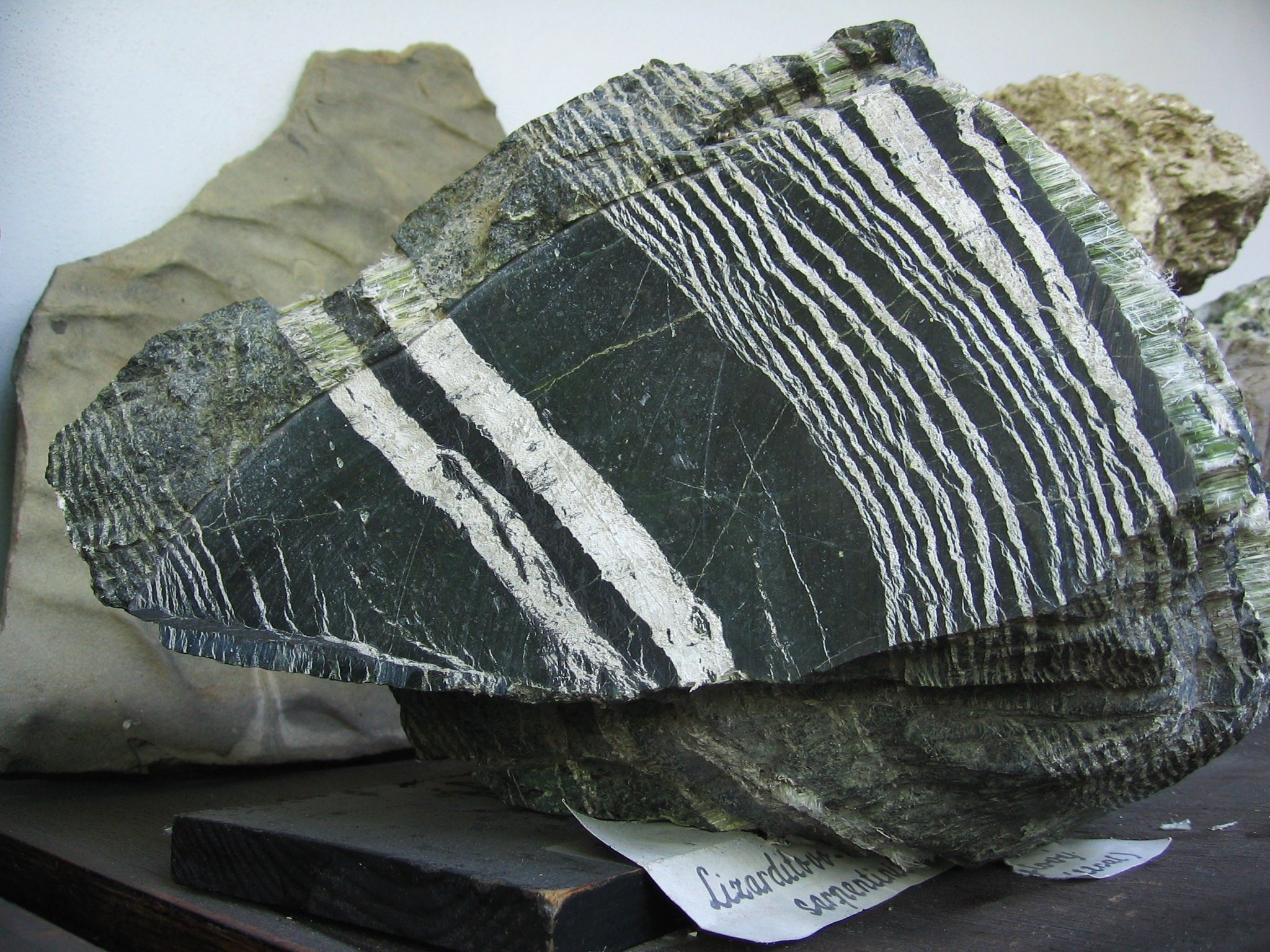
Serpentinite

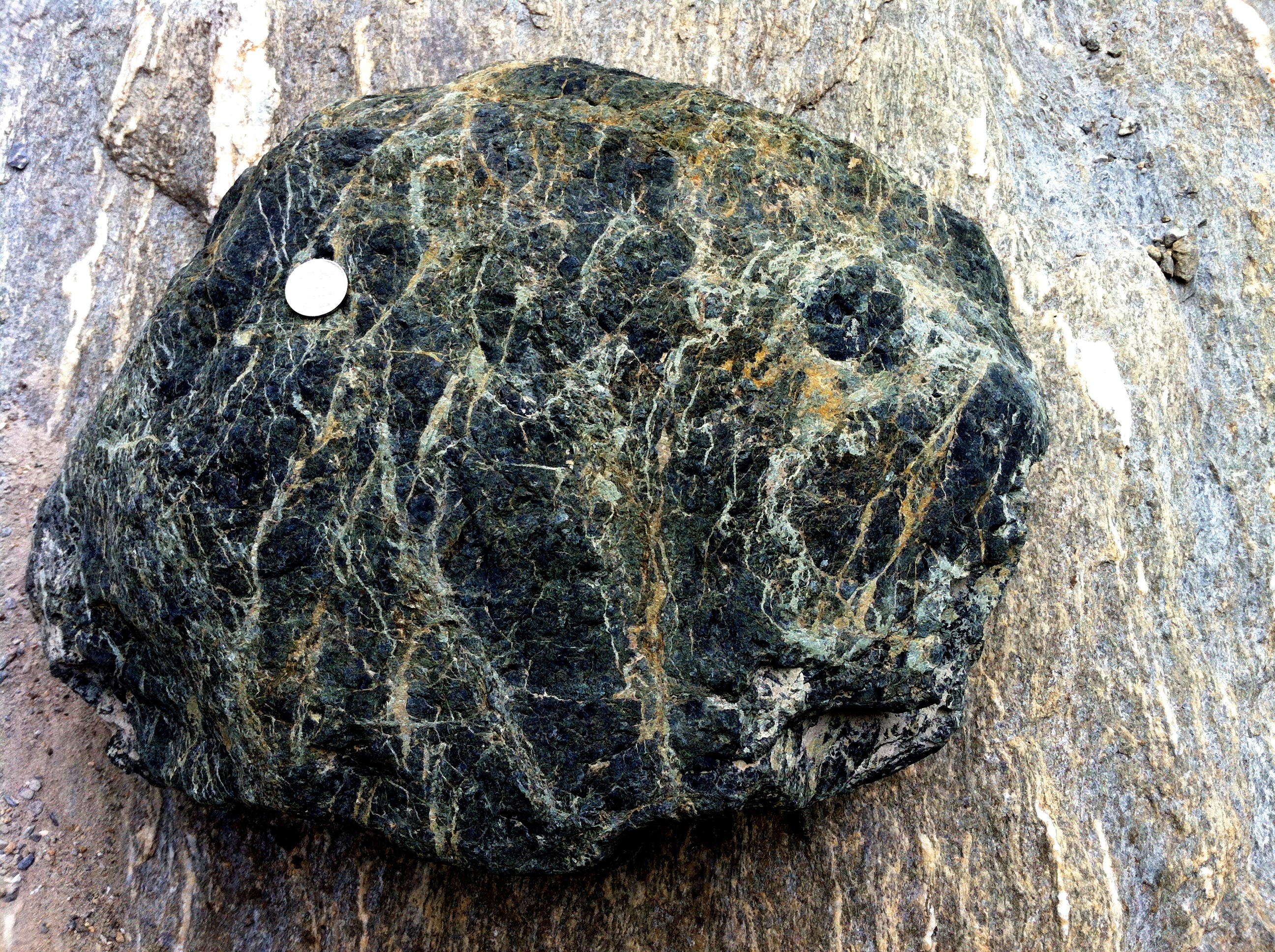
Serpentinite do vale de Maurienne, Savoie, Alpes Franceses.

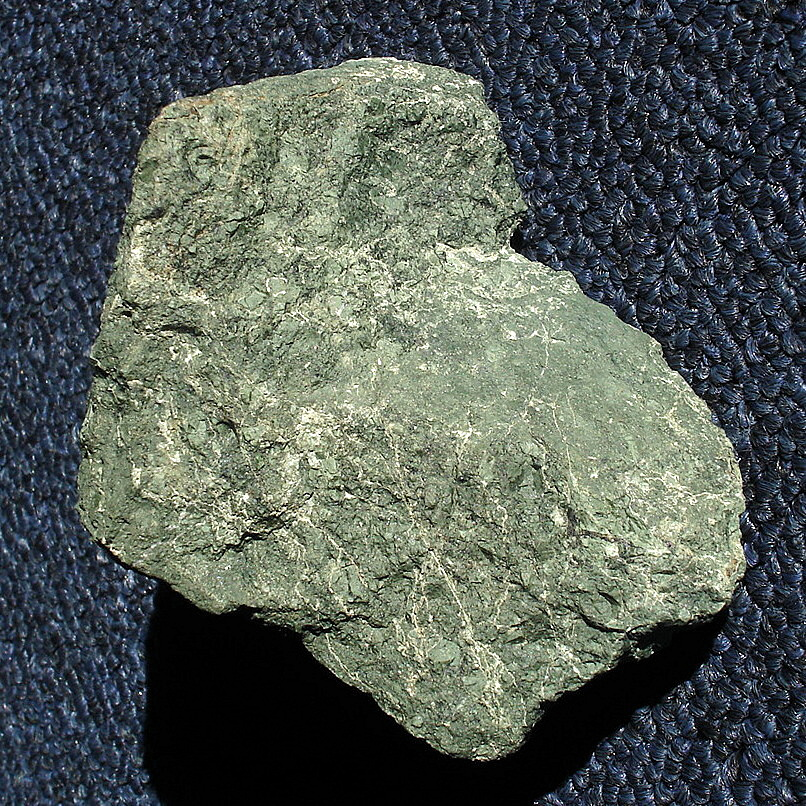
Amostra de serpentinite da Golden Gate National Recreation Area, Califórnia.

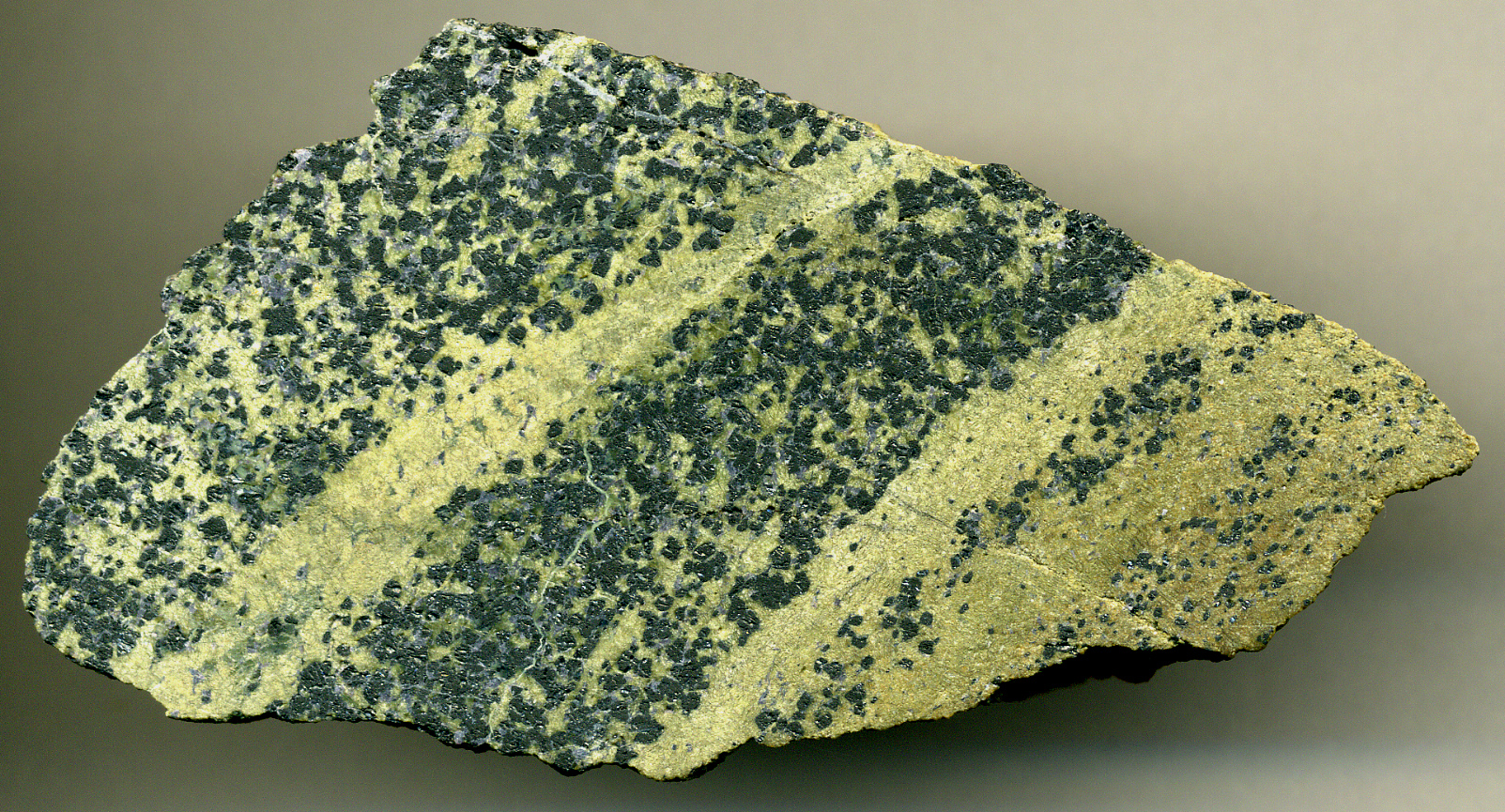
Serpentinite cromítica (7,9 cm de seção), Steiermark, Áustria. O protólito foi um dunito peridotítico do Proterozóico-início do Paleozóico proveniente do manto superior que sofreu múltiplos episódios de metamorfização durante o Devoniano, Permiano e Mesozóico.

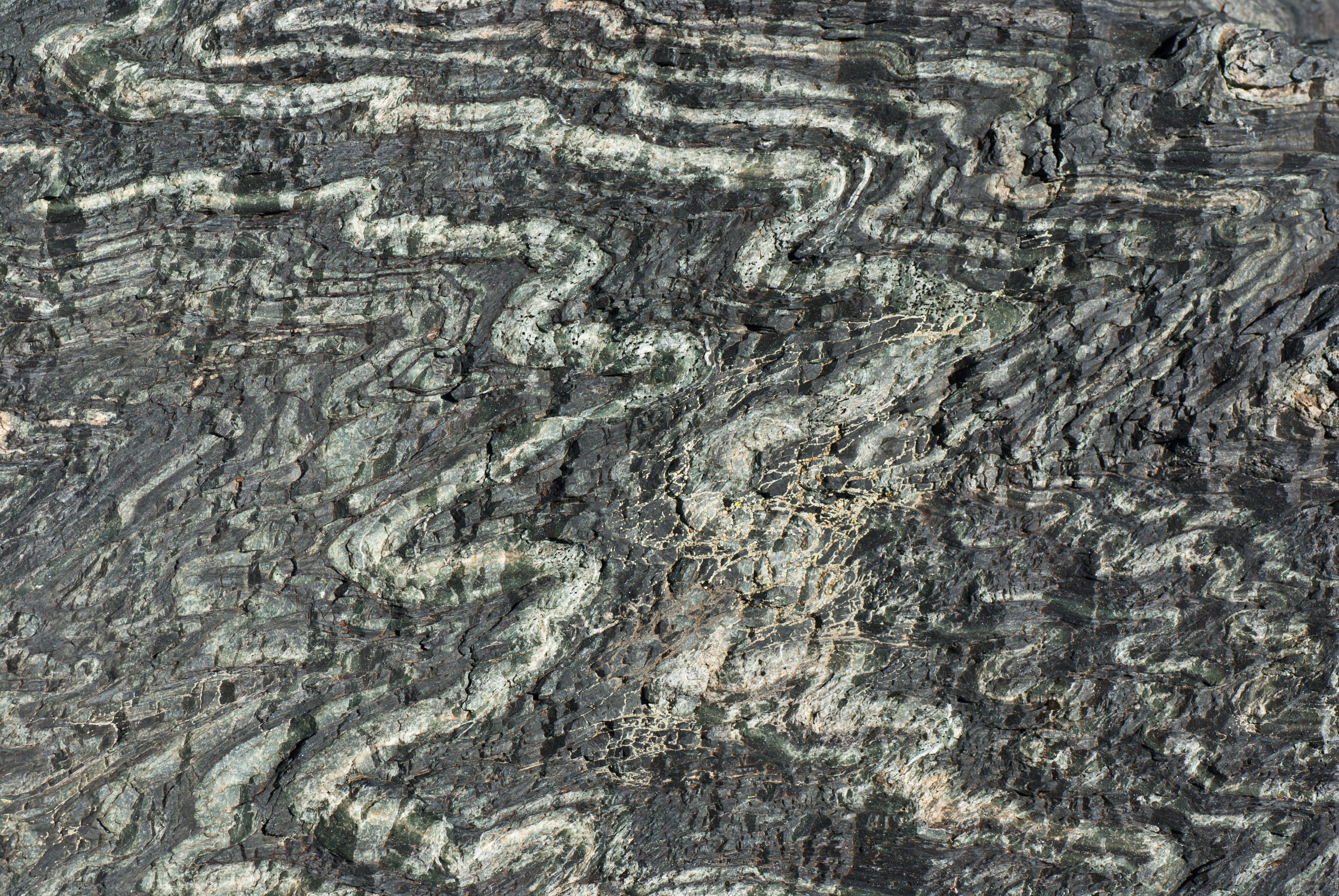
Serpentinite com dobras apertadas dos Alpes de Tux, Áustria. Visão aproximada sobre um fragmento de 30×20 cm.

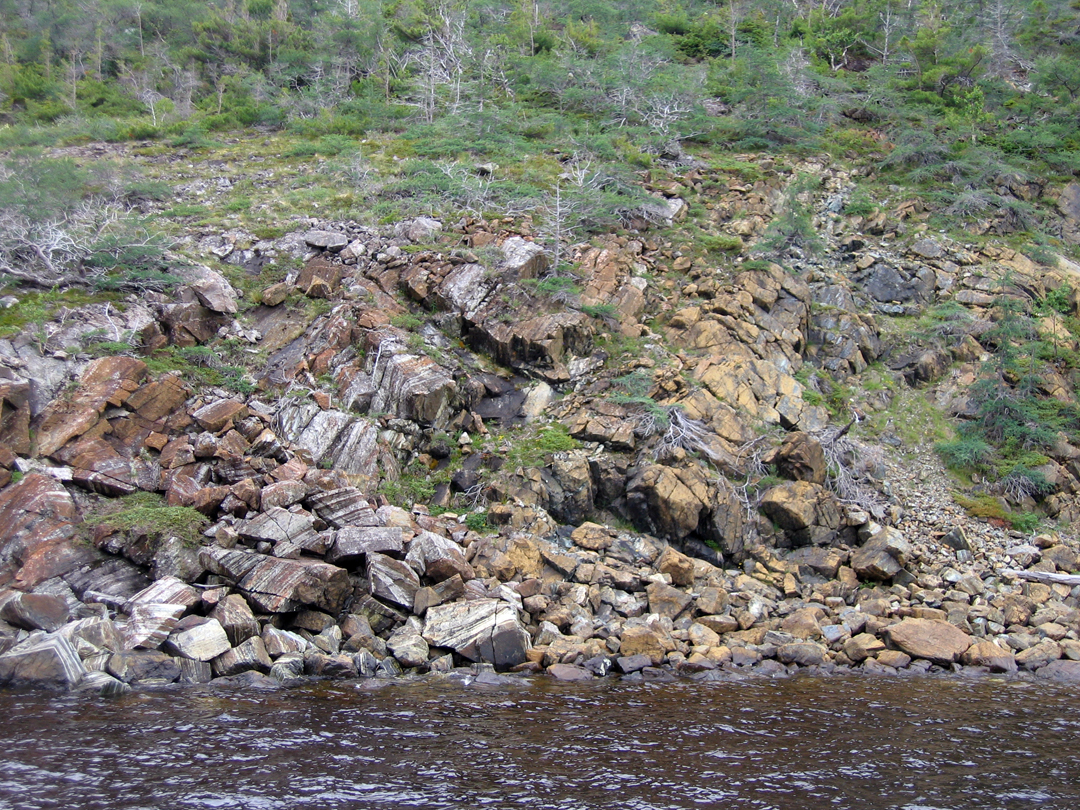
Ofiolitos do Gros Morne National Park, Newfoundland. Os ofiolitos apresentam uma componente serpentinítica típica.

Serpentinite (também serpentinito ou serpentinita) é uma rocha metamórfica formada pelo metamorfismo dos peridotitos, a rocha magmática predominante no manto superior da Terra. A rocha é constituída principalmente por um ou mais minerais do grupo da serpentina, de coloração verde-escura. O nome tem origem da semelhança da textura da rocha com a da pele de uma cobra, sendo a rocha referida por serpentina ou rocha serpentina, particularmente em textos geológicos mais antigos e em contextos culturais ou de comercialização de rochas ornamentais. É uma rocha resistente à abrasão e que aceita polimento, sendo assim utilizada para revestimentos.

## Formação e mineralogia
A serpentinite é formado pela serpentinização quase completa de rochas máficas e ultramáficas, com destaque para a harzburgite. Este tipo de processo ocorre em locais onde as rochas máficas ou ultramáfica sejam percoladas por águas pobres em dióxido de carbono, processo comum em dorsais oceânicas e no manto do antearco de zonas de subducção.
A composição mineral final da serpentinite é geralmente dominada por lizardite, crisótilo (dois minerais do subgrupo serpentina) e magnetite (Fe
3O
4
). Embora menos comuns, a brucite (Mg(OH)
2
) e antigorite podem estar presentes. Lizardite, crisótilo e antigorite têm a mesma fórmula química aproximada Mg
3(Si
2O
5)(OH)
4
 or (Mg2+, Fe2+)
3Si
2O
5(OH)
4
, mas diferem em componentes menores e em forma. Entre os minerais acessórios, presentes em pequenas quantidades, estão incluídos a awaruite, outros minerais metálicos nativos e minerais de sulfeto.
A serpentinização é um processo exotérmico que consome água e liberta hidrogénio gasoso e calor. A forma mais comum da reação envolve a transformação de faialite (o termo extremo, ou membro terminal, da olivina na correspondente série de minerais de Fe) em magnetite e quartzo pela reação com a água, com produção de hidrogénio molecular H
2
, de acordo com a seguinte reação:
3 Fe
2SiO
4 + 2 H
2O → 2 Fe
3O
4 + 3 SiO
2 + 3 H
2
Esta reação assemelha-se estritamente à reação de Schikorr, também produzindo hidrogénio gasoso por oxidação de iões de Fe2+ em iões de Fe3+ pelos protões de H+

 em solução na água. Dois H+

 são então reduzidos em H
2
.
3 Fe(OH)
2 → Fe
3O
4 + 2 H
2O + H
2
Na reação de Schikorr, os dois H+

 reduzidos a H
2
 derivam de dois aniões OH–

, então transformados em dois aniões de óxido (O2–
) diretamente incorporados na matriz cristalina da magnetite, enquanto a água em excesso é libertada como subproduto da reação.
O hidrogénio produzido pela reação de serpentinização é importante porque abastece a atividade microbiana nos ambientes profundos do subsolo.

## Fontes hidrotermais e vulcões de lama

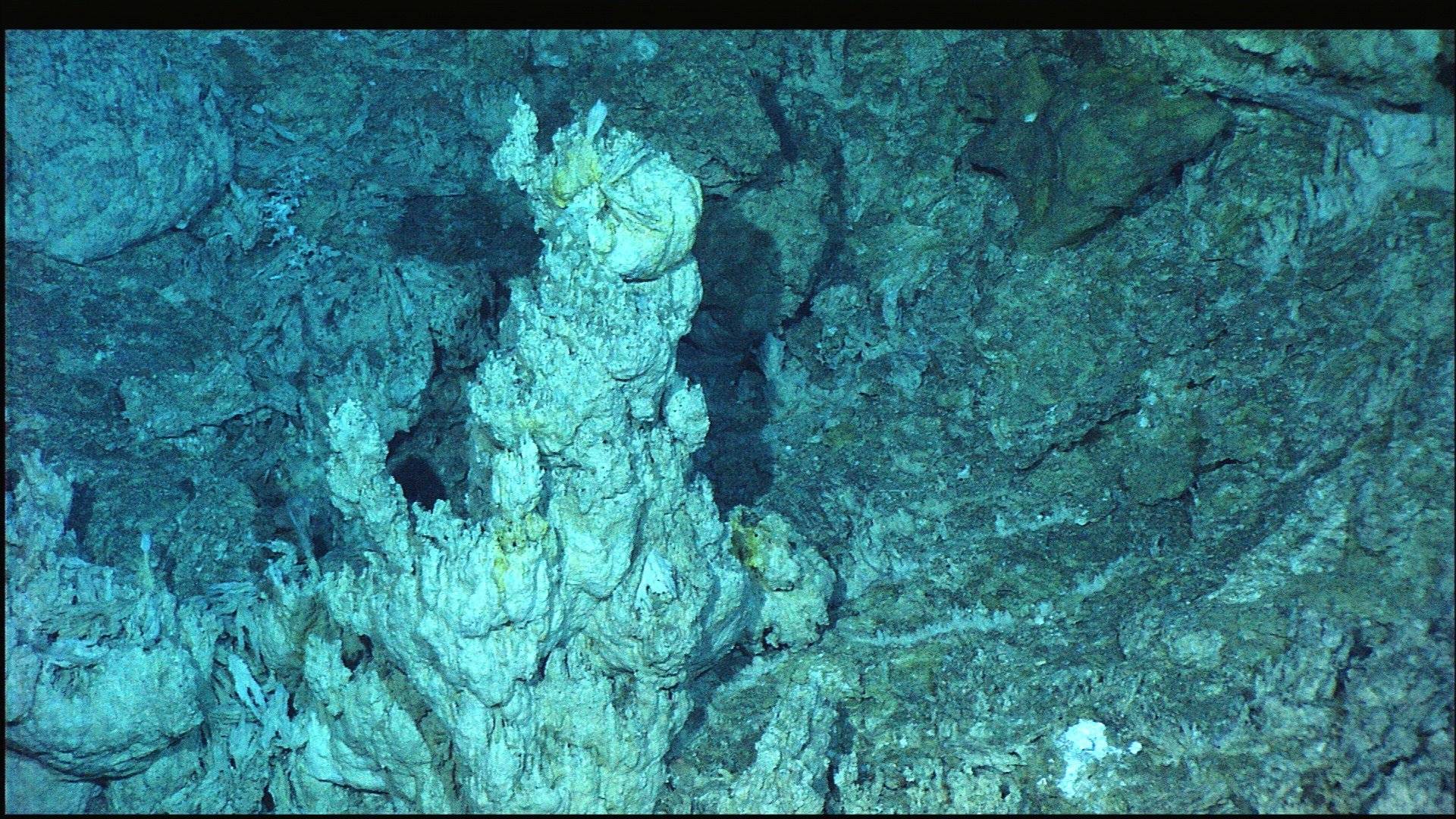
Espira branca de carbonato no Campo Hidrotermal Lost City.

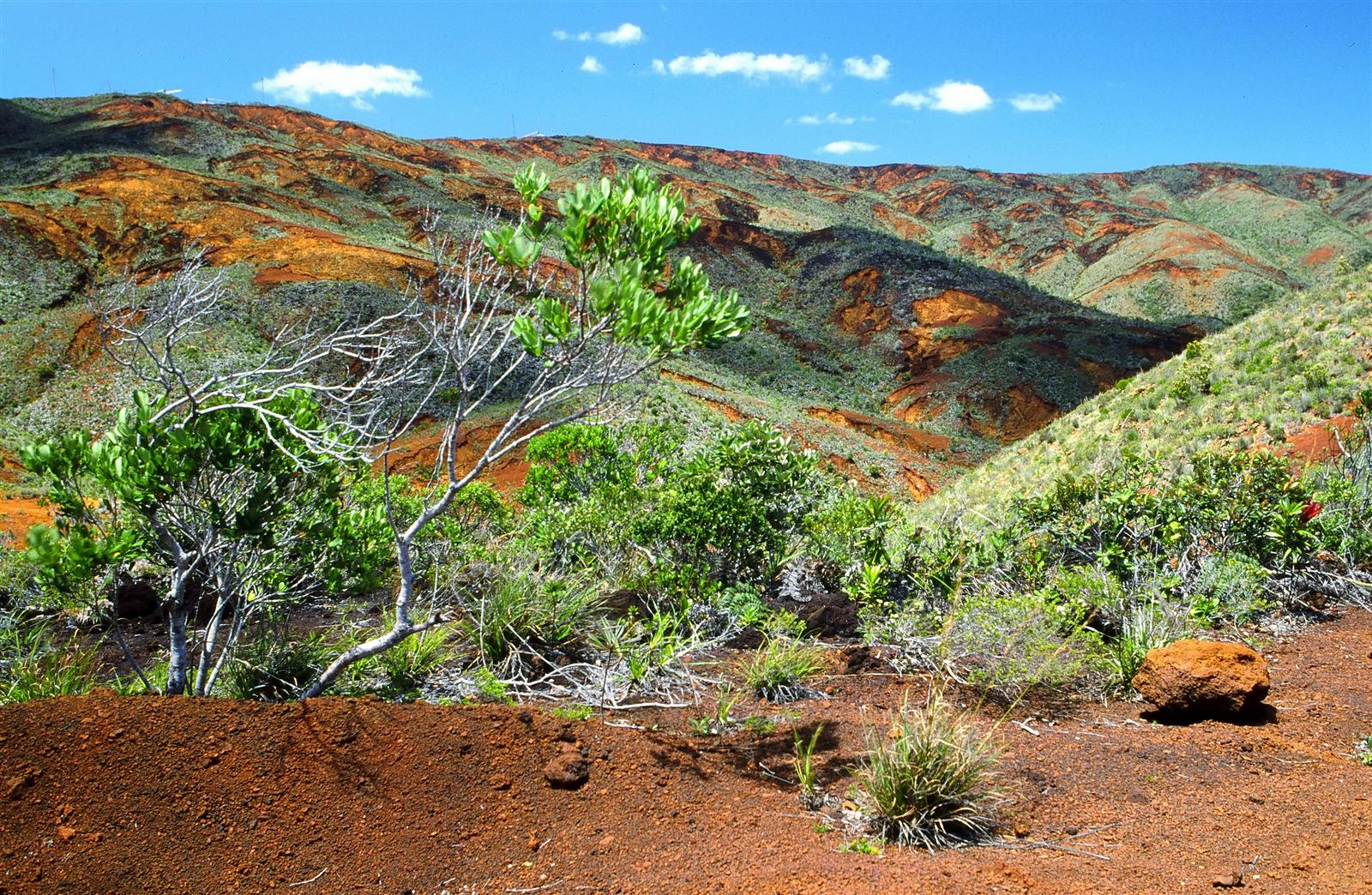
Ecossisema serpentinítico no sul da Nova Caledónia.

## Galeria

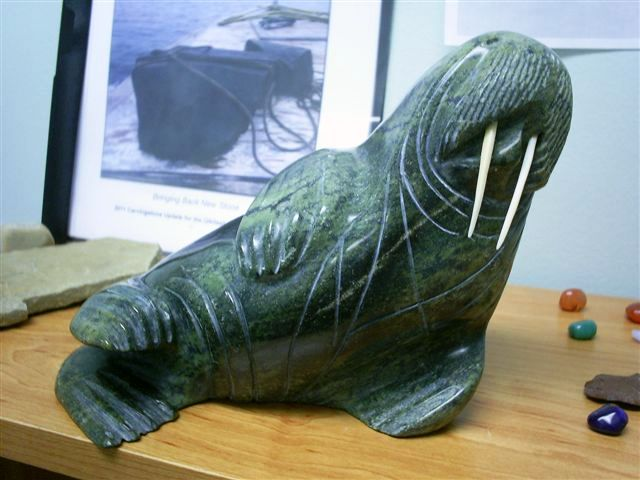
Morsa em serpentinite magnética.
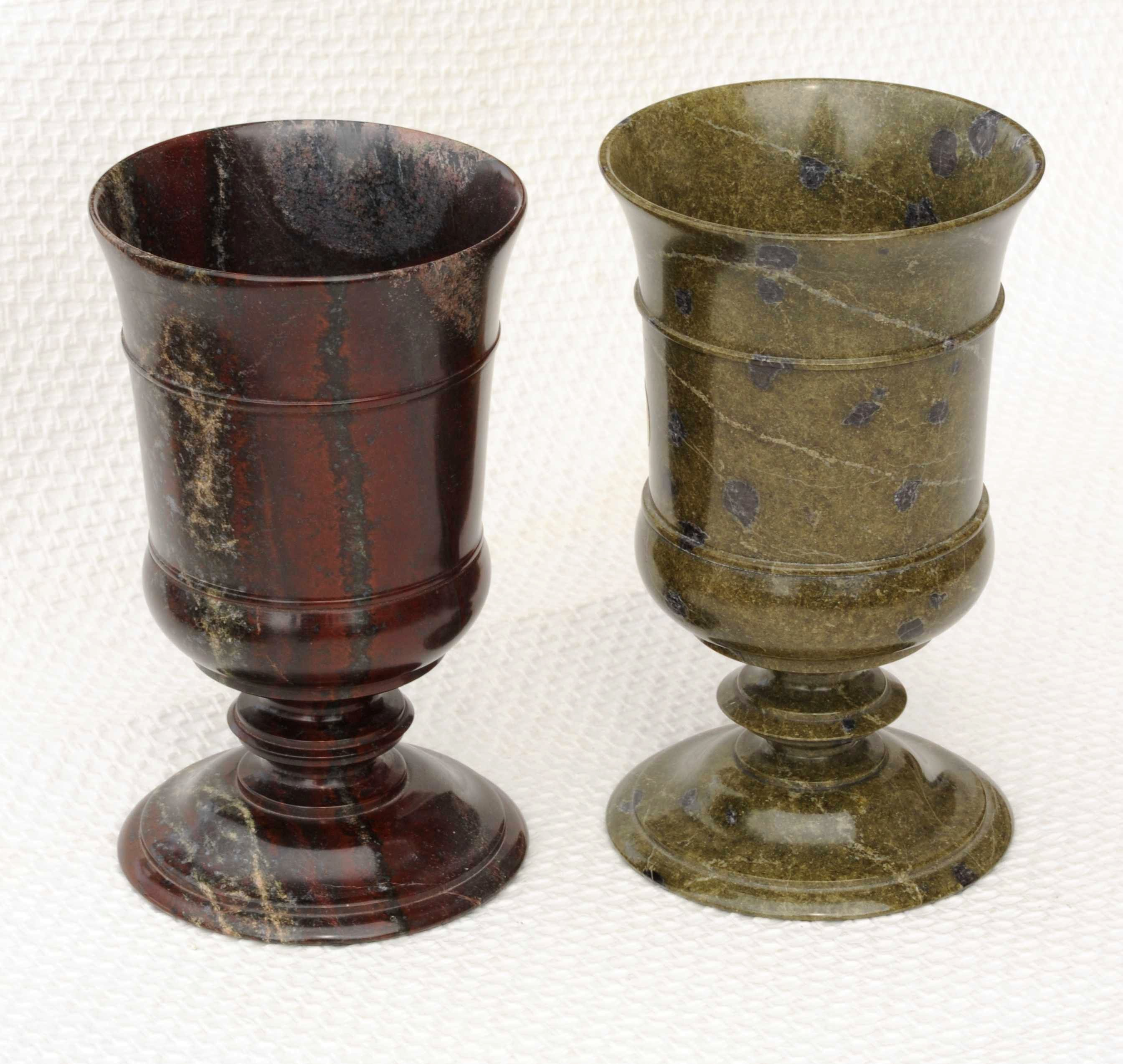
Taças feitas de serpentinite torneada, evidência do uso desta rocha para fins decorativos em Zöblitz (Saxónia).
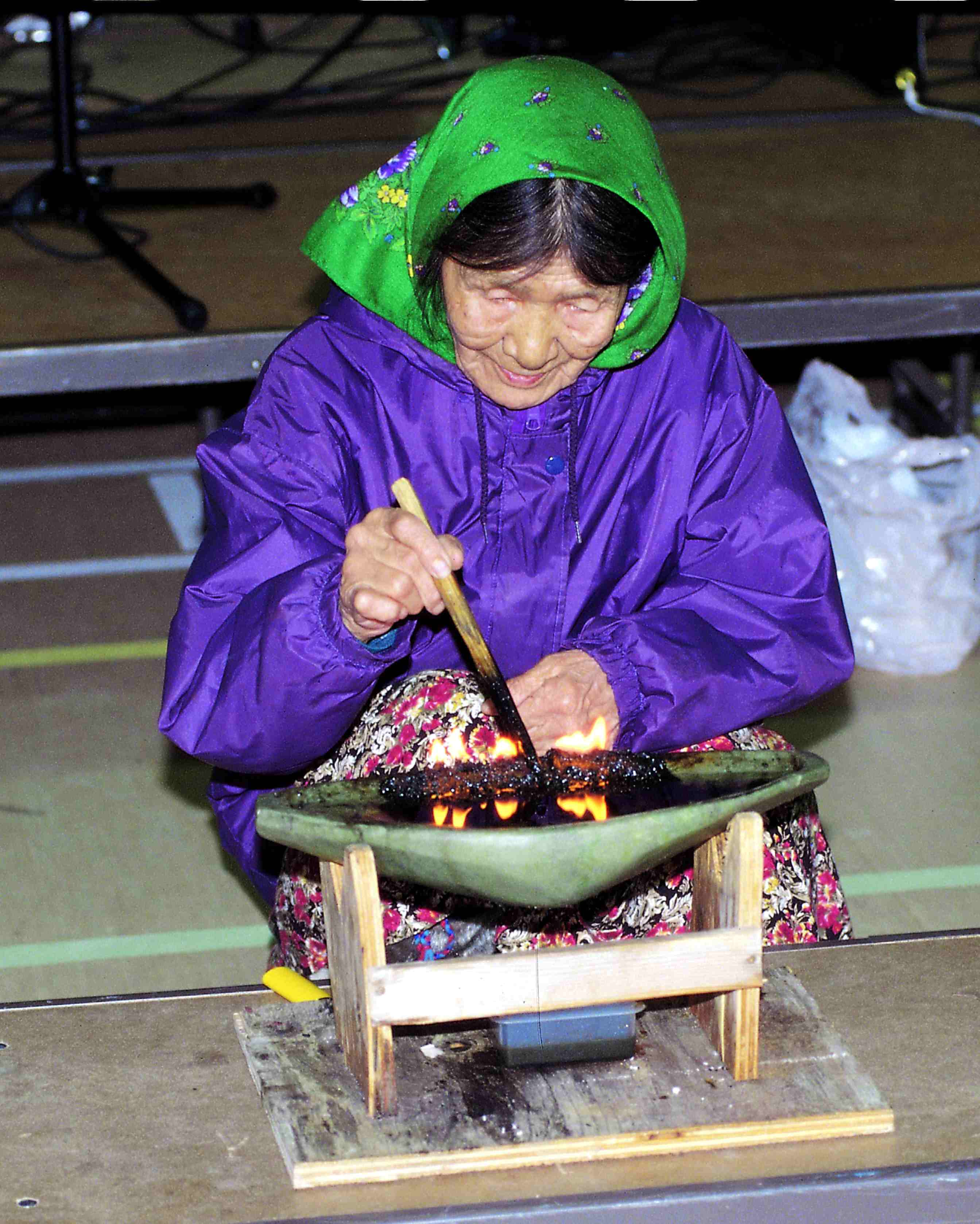
Anciã inuit a usar um qulliq, uma lâmpada ceremonial de óleo feita de serpentinite.
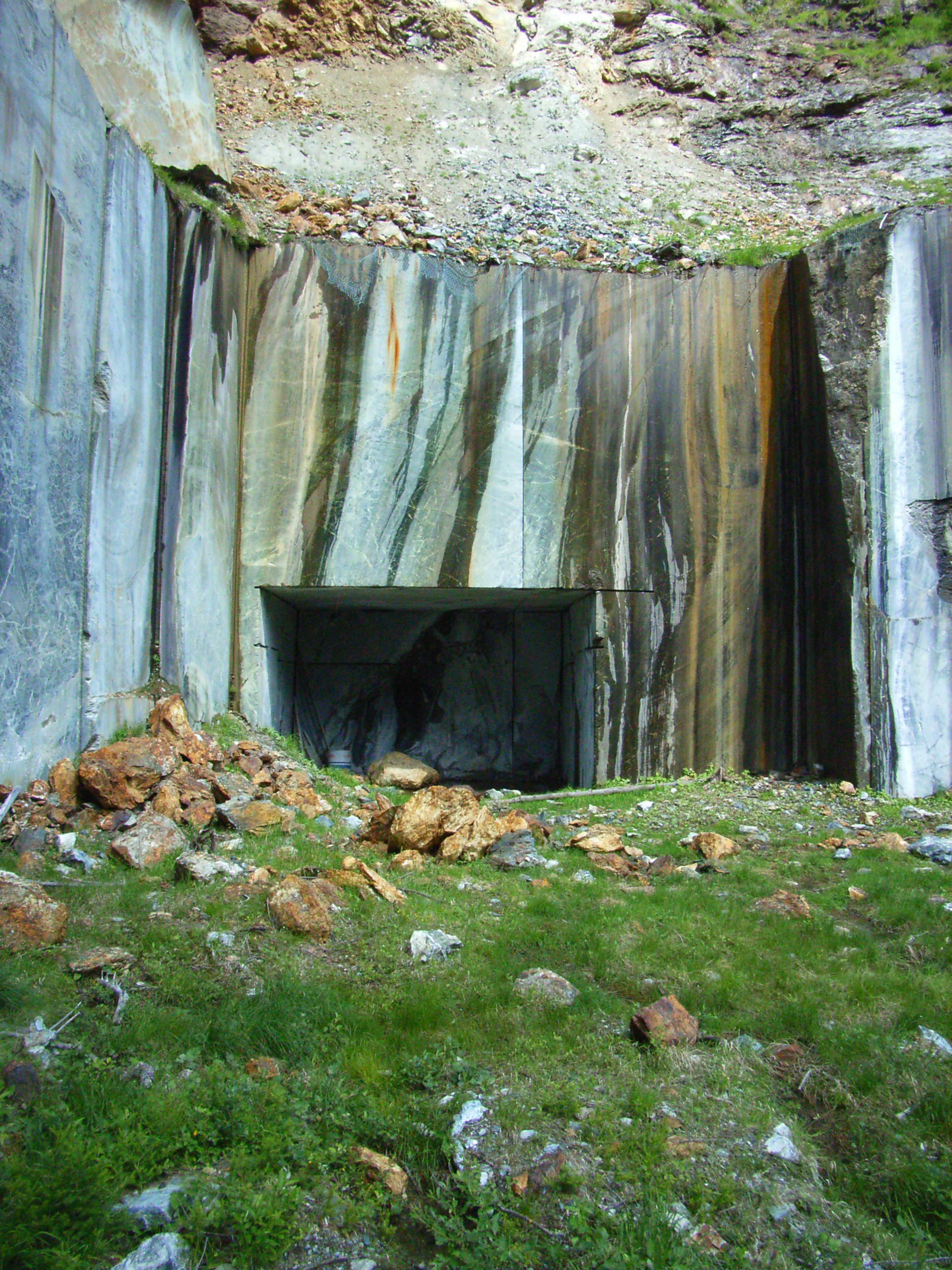
Pedreira de serpentinite (abandonada).
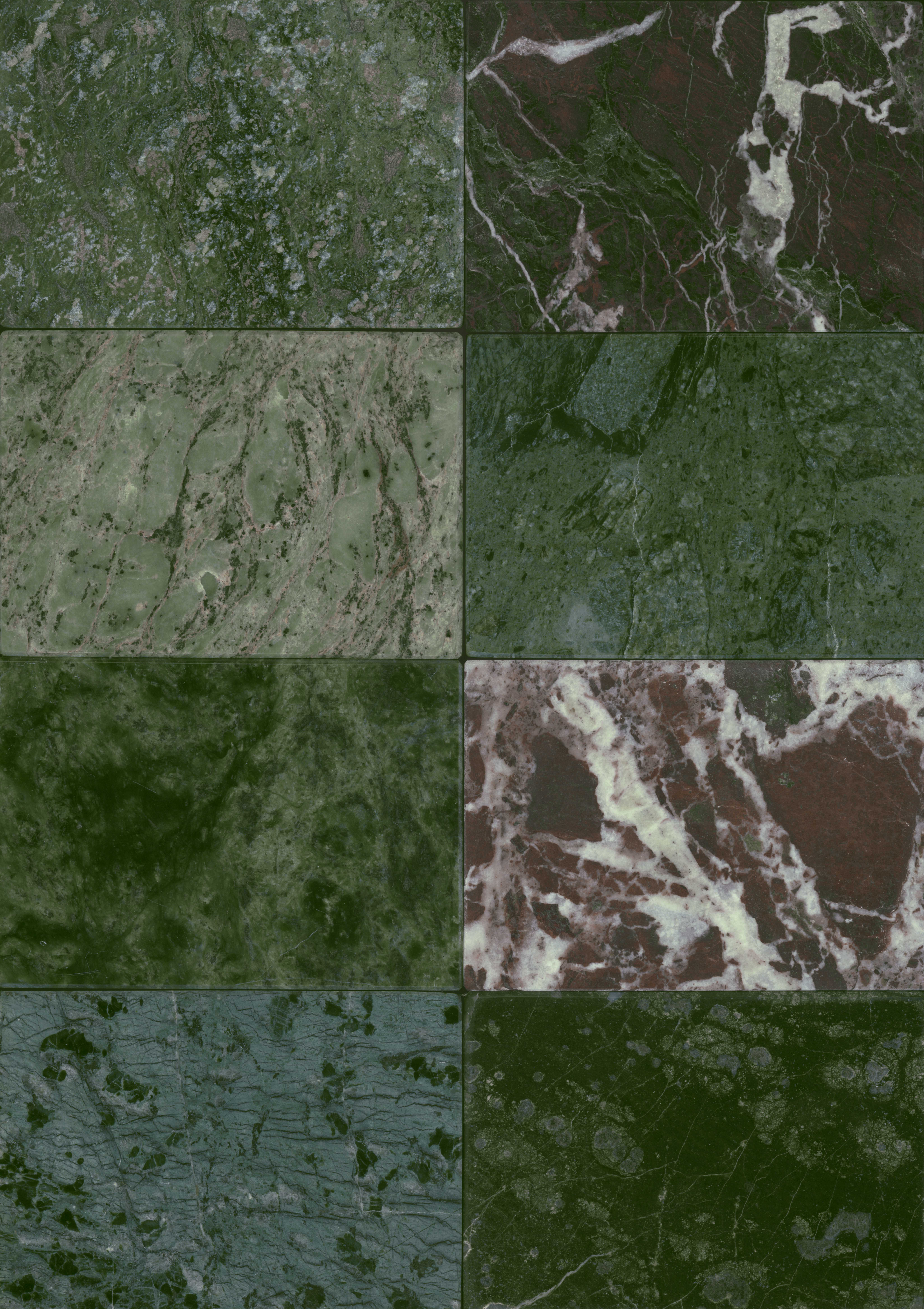
Revestimento decorativo de serpentinite.
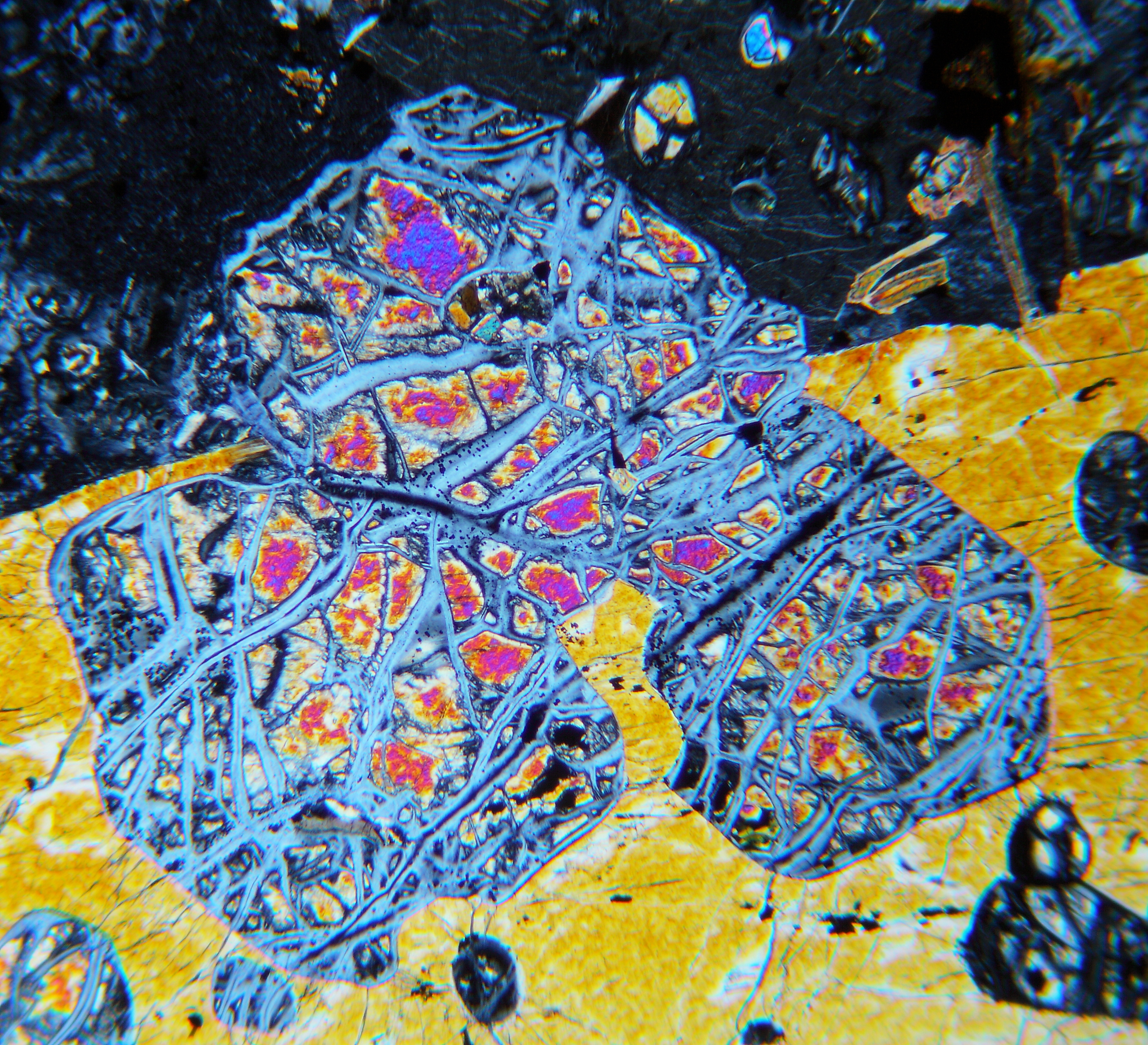
Microfotografia de uma serpentinite vista em miscroscópio petrográfico de polarização cruzada.
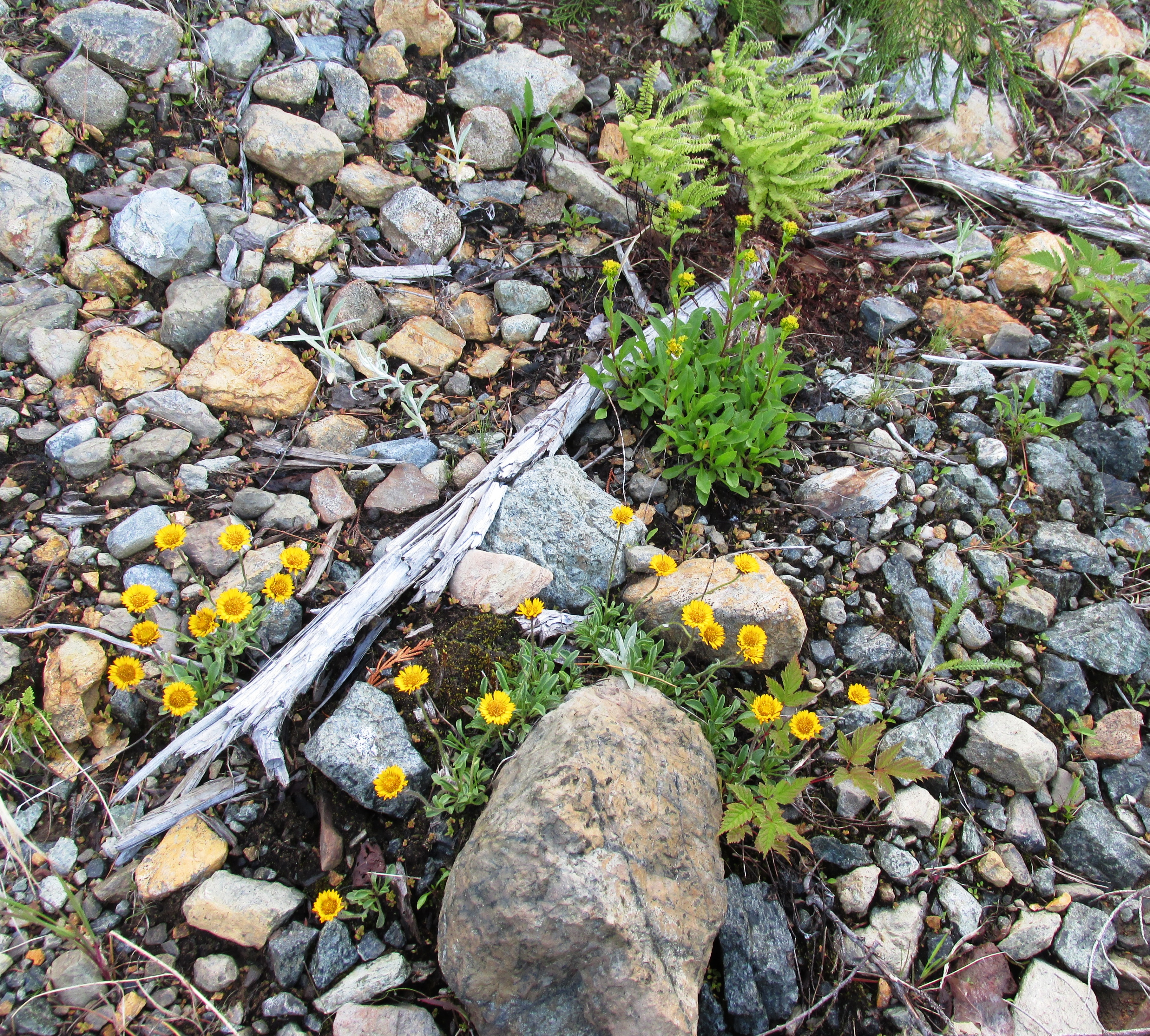
Solidago multiradiata, Erigeron aureus e Adiantum aleuticum num solo serpentinítico rochoso.
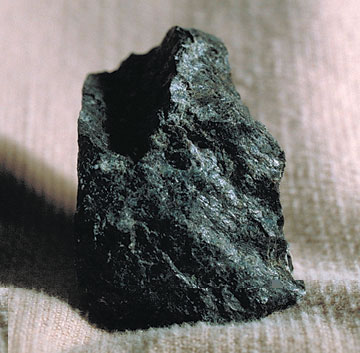
Exemplar de serpentinito.